# Campeonato FAW
El Campeonato FAW (en inglés: FAW Championship) es la segunda categoría de fútbol en Gales.

## Historia
La liga fue creada en el año 2019 por la Asociación de Fútbol de Gales, de la cual es el organizador, siendo esta la primera vez que la asociación se encargue de organizar dos ligas de fútbol. La liga es de categoría semiprofesional y se divide en dos ligas regionales: norte y sur, y reemplaza a la Cymru Alliance y la Welsh Football League First Division como segunda división nacional.
El campeón de cada grupo gana el ascenso a la Welsh Premier League siempre y cuando logre cumplir con los requerimientos de la primera división en lo que se refiere a recursos financieros e infraestructura, mientras que los peores tres equipos de cada zona descienden a la Liga Uno FAW, la tercera división de Gales a partir de la temporada 2020/21.

## Participantes
Estos son los equipos que participan en la primera edición de la liga en la temporada 2019/20:

### Championship North & Mid
| - Bangor City - Buckley Town - Colwyn Bay - Conwy Borough - Corwen - Flint Town United - Gresford Athletic - Guilsfield - Llandudno | - Llanfair United - Llangefni Town - Llanrhaeadr - Penrhyncoch - Porthmadog - Prestatyn Town - Rhyl - Ruthin |

### Championship South & Mid
| - Afan Lido - Ammanford - Briton Ferry Llansawel - Caerau (Ely) - Cambrian & Clydach Vale - Cwmbran Celtic - Cwmamman United - Goytre United | - Haverfordwest County - Llanelli Town - Llanwit Major - Pontypridd Town - STM Sports - Swansea University - Taffs Well - Undy Athletic |